# Chùa Dận
Chùa Dận (tên chữ là Ứng Tâm tự (応心寺)) là một ngôi chùa tọa lạc tại phố chùa Dận, đường Trần Phú phường Đình Bảng, thành phố Từ Sơn, tỉnh Bắc Ninh, ngay sát quốc lộ 1 cũ. Chùa có từ thế kỷ 8, từng là nơi tu hành của các thiền sư có tiếng trong lịch sử là Định Không, Vạn Hạnh, Lý Khánh Vân,

## Lịch sử
Theo truyền thuyết, sứ quân Nguyễn Thủ Tiệp thời 12 sứ quân và Lý Công Uẩn, người sáng lập triều Lý của Việt Nam, đều được sinh ra tại chính ngôi chùa này. Chính vì vậy, chùa này được dân gian gọi là chùa Rặn (rặn đẻ) rồi dần gọi chệch thành chùa Dận. Lúc Lý Công Uẩn sinh tại chùa cũng là lúc thiền sư Lý Khánh Vân trụ trì. Sư nhận nuôi dạy cậu bé và cho mang họ Lý của mình, đặt tên là Công Uẩn. Ngôi chùa sau này còn thờ cả mẹ của Lý Công Uẩn, một người đàn bà họ Phạm và dưỡng phụ của vua, thiền sư Khánh Vân.
Khi Lý Công Uẩn lên làm vua, chùa được mở rộng và sau này được tôn tạo nhiều lần. Tuy nhiên, cuối năm 1949, chùa đã bị quân Pháp phá hủy để làm đồn bốt. Tòa tam bảo hiện thấy được xây trên nền chùa cũ và dựa theo kiến trúc cũ, song còn một số công trình kiến trúc còn chưa có điều kiện phục dựng. Phía sau bên trái tòa tam bảo là nơi ở của các tăng. Ở phía sau bên phải tòa tam bảo đang tiến hành phục dựng một công trình kiến trúc cũ của chùa. Cổng chùa hai tầng trông ra ruộng lúa.

## Kiến trúc
Tòa tam bảo gồm 5 gian trồng diêm hai tầng cùng 2 gian hậu cung chuôi vồ. Tòa tam bảo này có mái rất cao, ánh sáng tự nhiên vào nhiều nên rất sáng so với nhiều ngôi chùa khác ở Việt Nam. Trong gian có nhiều tượng Phật (Tam Thế, Di Đà, Thế Tôn, Thích Ca sơ sinh, Quan Âm nghìn tay), các thánh tăng, 2 vị hộ pháp hai bên trái phải, 8 vị kim cương mỗi bên trái phải 4 vị, v.v... Các tượng đều được làm lại sau khi đã bị quân Pháp phá hủy.
Đền Lý Triều Quốc Mẫu (thờ Lý Thánh Mẫu Minh Đức Hoàng Thái Hậu Phạm Thị, mẹ của Lý Công Uẩn) gồm 3 gian, ở phía sau cùng bên trái của chùa.
Chùa Dận từng là nơi trú ẩn của các nhà cách mạng Cộng sản Việt Nam như Trường Chinh, Hoàng Quốc Việt, Hoàng Văn Thụ, Trần Quốc Hoàn, Trần Đăng Ninh trong thời kỳ tiền khởi nghĩa.

## Hình ảnh

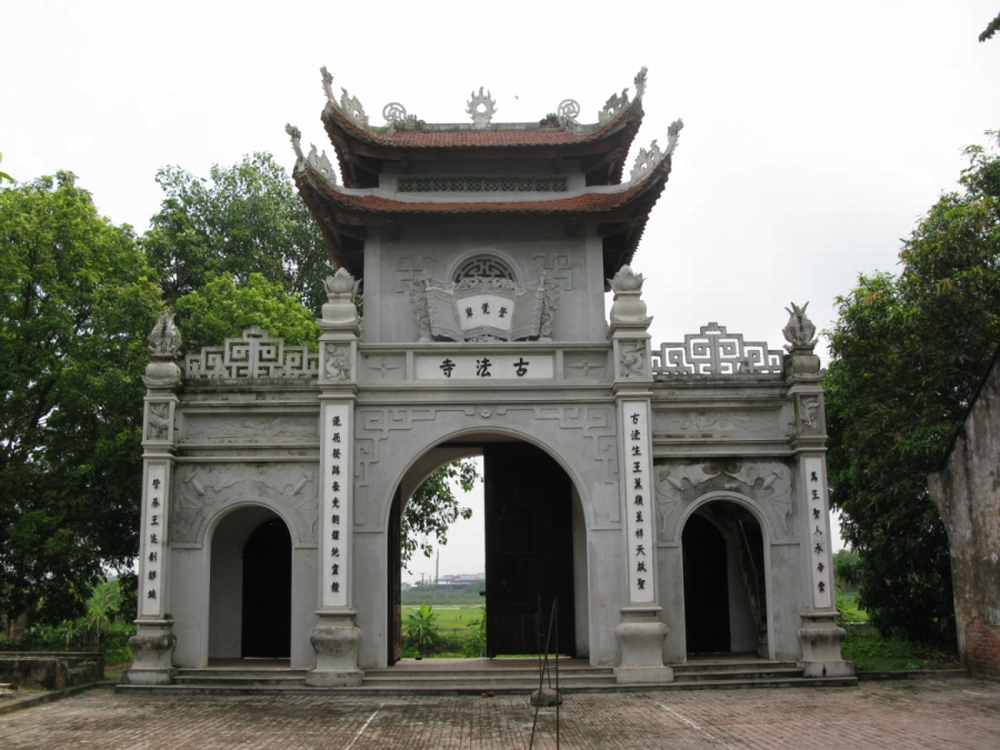
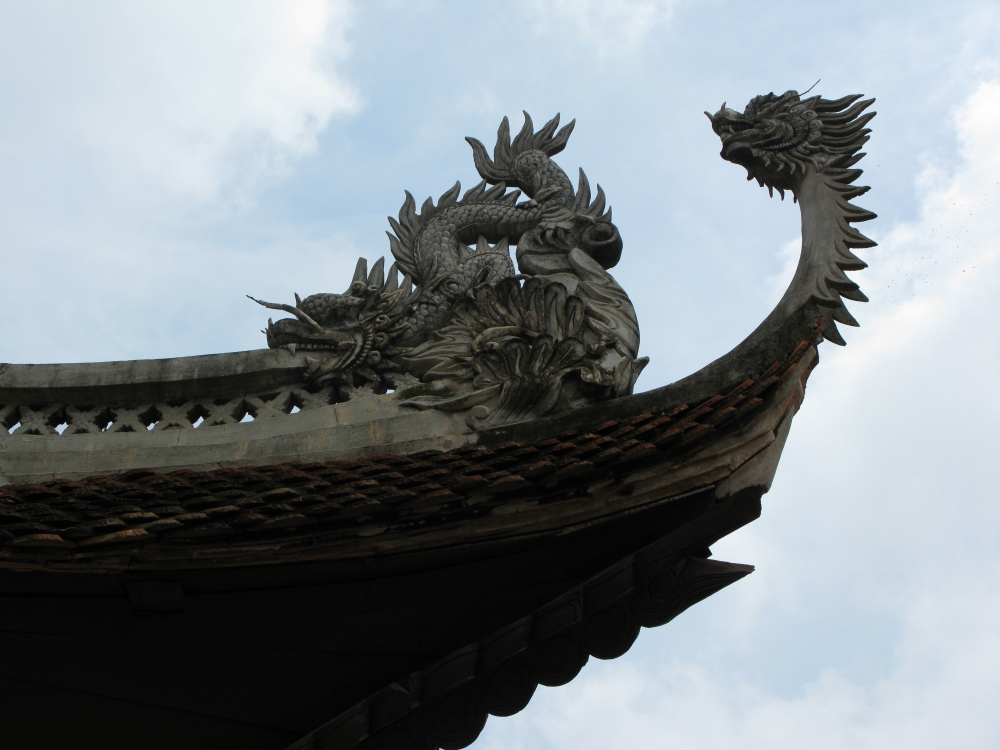
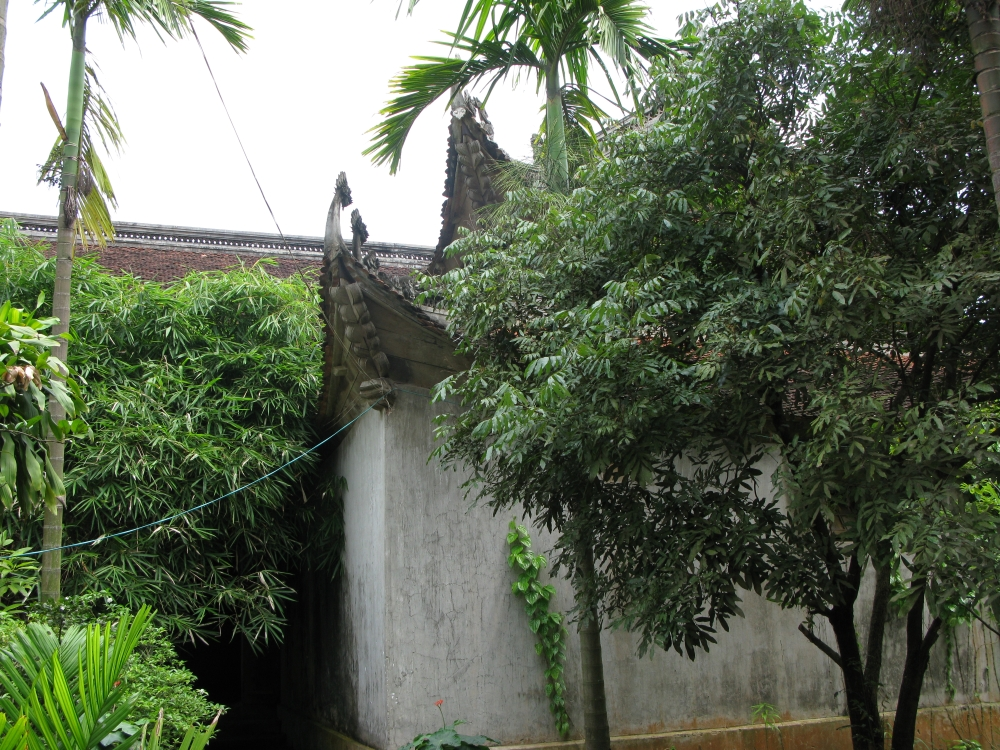
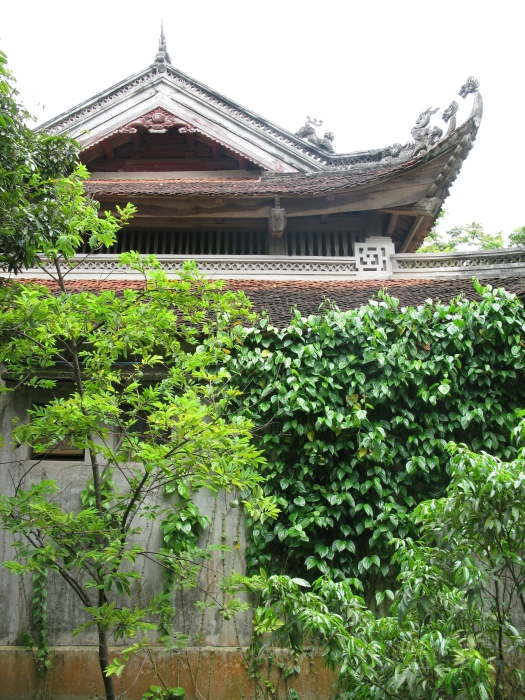
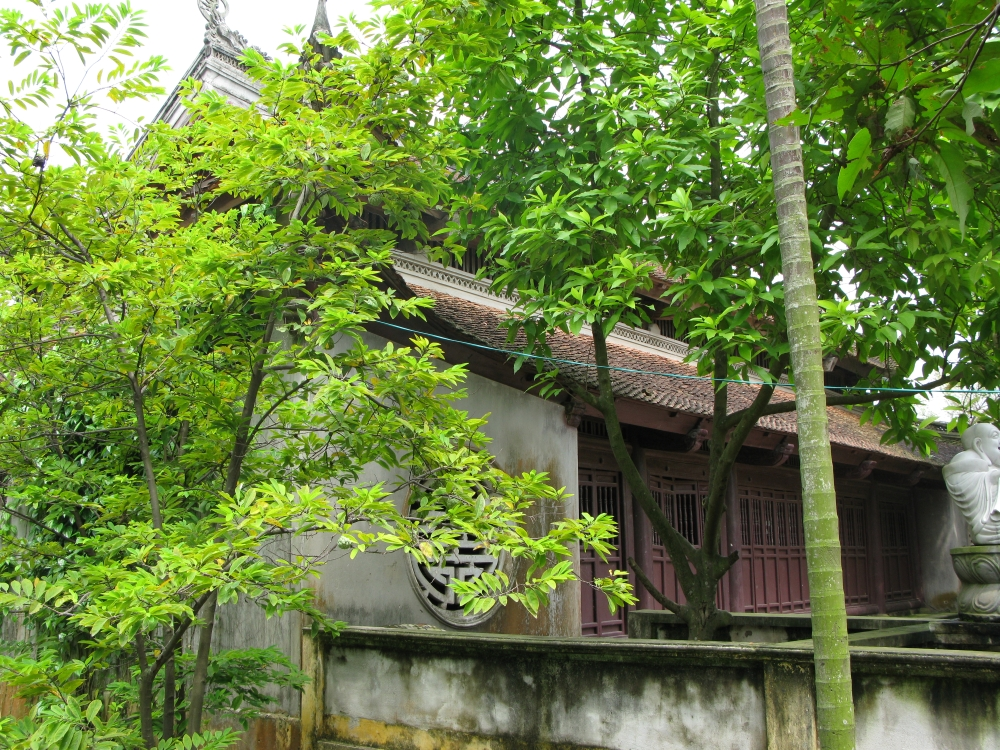
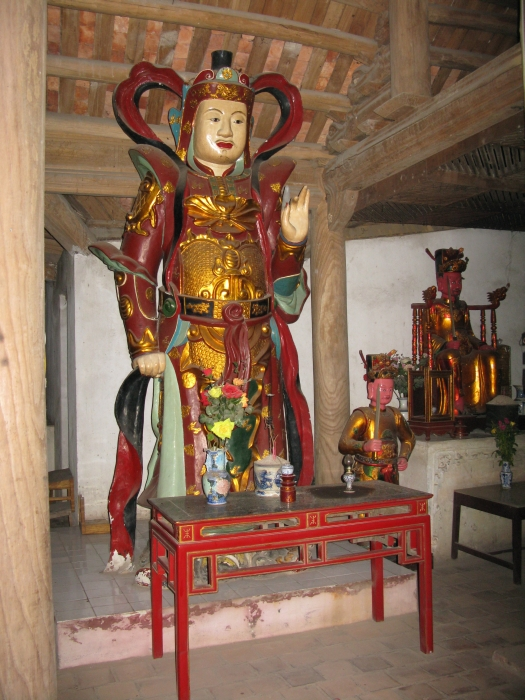
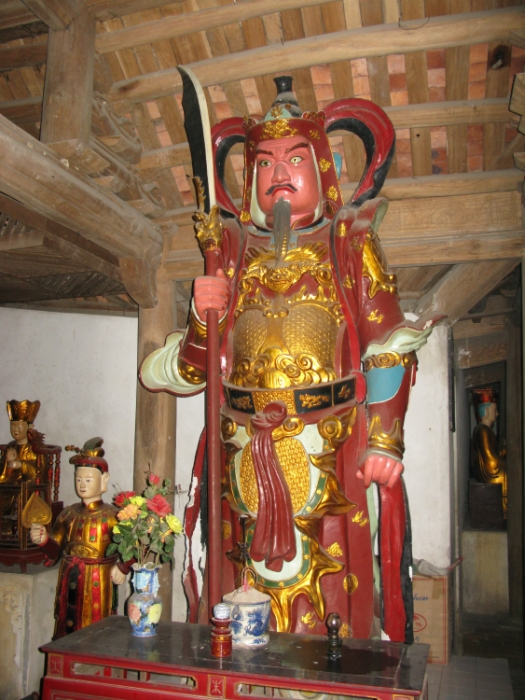
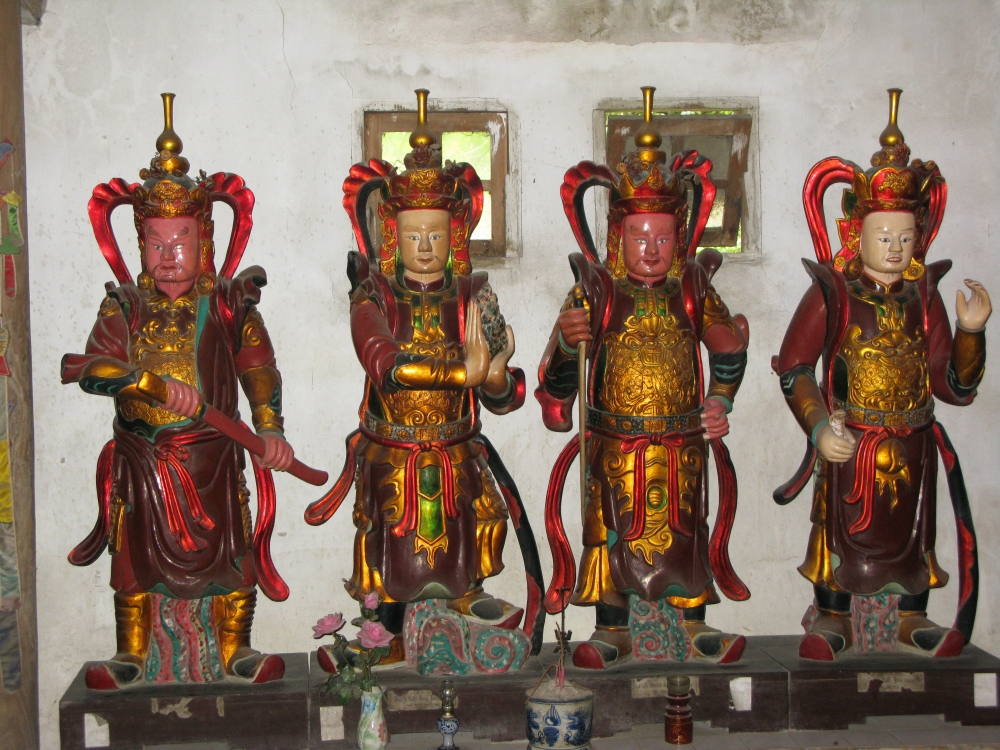
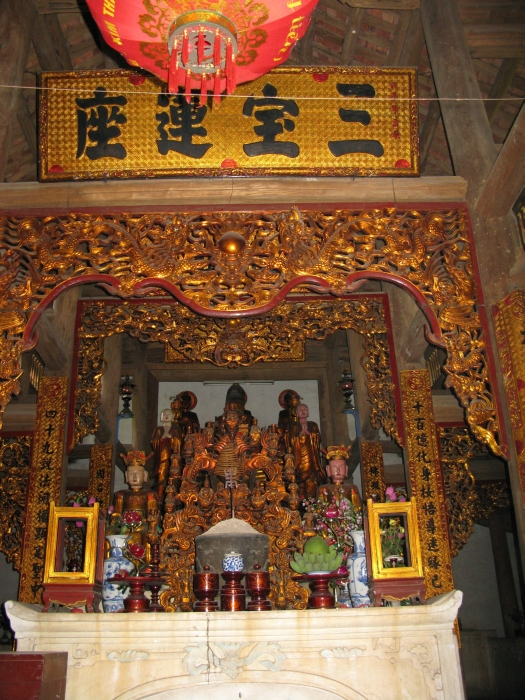
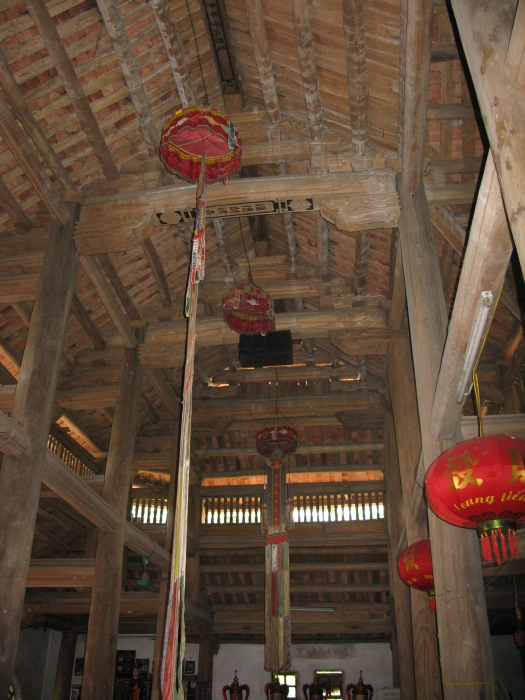
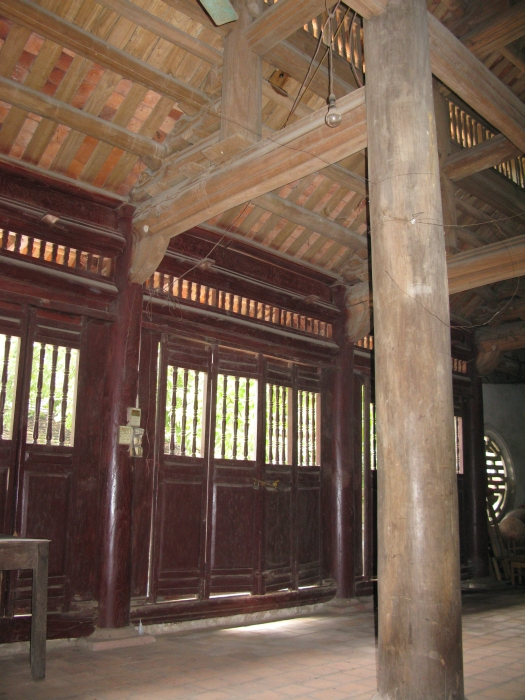